# Mesarci
Mesarci (Servisch: Месарци) is een plaats in de Servische gemeente Vladimirci. De plaats telt 592 inwoners (2002).